# Martín Quesada
Martín Quesada es un personaje ficticio de la telecomedia argentina Sos mi vida, interpretado por Facundo Arana.

## Biografía
Martín Quesada es, dentro de la serie, tanto un exitoso empresario como un destacado deportista. Su empresa es el Quesada Group, empresa fundada por su padre y su tío, a la cual llevó al éxito, con la ayuda de su mejor amigo, Alfredo Uribe. Como deportista, se destaca como corredor de Turismo Carretera, en esta disciplina su principal adversario es el corredor Rolando Martínez. 
Estuvo casado con Andrea, a quien perdió en un accidente aéreo. Esta pérdida lo acercó más a sus primos Miguel y Debbie, sus únicos familiares aún vivos, al punto tal que apoya a Miguel incluso aunque este intente repetidas veces aprovecharse de su situación en la empresa. 
A pesar de su éxito, Quesada no disfruta la vida de famoso, y prefiere las cosas simples y la tranquilidad. Esto contrastaba con su novia, Constanza Insua, quien sí disfruta del lujo y la frivolidad. 
Luego de conocer la situación de unos 3 hermanos sin hogar, José, Laura y Coqui, los adopta como hijos, al tiempo que también conoce a Esperanza Muñoz. Lentamente comienza a olvidar a Constanza en favor de La Monita, pero al descubrir su noviazgo con Enrique Ferreti (que ella había dicho que era su hermano), la abandona y se casa con Constanza, en parte por despecho y en parte para poder, al estar casado, agilizar el trámite de adopción definitivo. 
Sin embargo, las diferencias entre Martín y Constanza terminan por llevar su matrimonio al divorcio, al tiempo que restablece su relación con "La Monita". Llega incluso a perder su casa y su empresa, pero luego logra recuperarlas. 
Finalmente se casa con Esperanza Muñoz, y Constanza intenta frustrar su relación asegurando estar embarazada de Martín. Esto último se demuestra falso, y Constanza termina viviendo con Quique, el verdadero padre de su hijo, con quien mantuvo un romance durante toda la novela. 
Martín y la Monita tuvieron, además de los 3 chicos y Tony (nieto de Rosa, el ama de llaves de la casa), una hija biológica a quien llamaron Isabel, como a la madre de Esperanza Muñoz.

## Premios
Facundo Arana recibió el premio Martín Fierro 2006 como mejor actor de telecomedia por su interpretación de este personaje. 
- Datos: Q6002842